# Зъб
Зъбите (на латински: dens, мн. ч. dentes) са многобройни костоподобни образувания в устната кухина, които служат за разкъсване на храната и първичната ѝ механична обработка. При животните служат и като оръжие за защита и нападение. Участват в образуването на звуците от речта.
Постоянните зъби при човека са 32 бр., а временните млечни – 20 бр.
Зъбите се разполагат в два реда – горна зъбна редица (по латералния ръб на двете горночелюстни и резцови кости) и долна зъбна редица (по дорзалния ръб на долната челюст).
При бозайниците има четири основни вида зъби, в зависимост от тяхната преобладаваща функция:
- резци (на латински: dentes incisivi) – служат за захапване и отрязване/откъсване на хапката;
- кучешки (на латински: dentes canini) – забиват се в хапката при нейното захващане и служат за задържане, докато тя бъде откъсната. Кучешките зъби са най-добре развити и функционално натоварени при хищниците. При тревопасните животни кучешките зъби липсват или изникват само при мъжкарите.
- предкътници (на латински: dentes premolares) – служат за механично раздробяване на хапката.
- кътници (на латински: dentes molares) служат за механично раздробяване на хапката.
  - мъдреци – последните четири кътника при човека се наричат така, защото изникват при завършването на физическото му развитие.

Зъбите са билатерално симетрични органи – броят и местоположението на различните видове зъби от лявата страна на всяка зъбна редица съответства на броя и местоположението на зъбите от дясната страна.
По време на ембрионалното развитие на бозайниците и след раждането им изникват т. нар. млечни или временни зъби – на латински: dentes temporales. В периода между 6 – 7 и 12 – 13 годишна възраст временното съзъбие се замества с постоянно. След 16 – 18 годишна възраст започва пробивът на мъдреците. 

## Зъбна формула
Зъбната формула е съкратен начин за записване на броя и видовете временни и постоянни зъби при различните видове, който се ползва от специалисти – биолози, стоматолози, лекари и др.
Разширеният начин за записване на зъбната формула на човека е:
Човек J {\displaystyle {\frac {2(2)}{2(2)}}} C {\displaystyle {\frac {1(1)}{1(1)}}} P {\displaystyle {\frac {2(2)}{2(2)}}} M {\displaystyle {\frac {3}{3}}=32(20)}
Тя се разчита така:
- J – резци (dentes incisivi)
  - над дробната черта – в горната зъбна редица отляво (или отдясно) два постоянни, а до изникването им – два млечни (в скоби);
  - под дробната черта – в долната зъбна редица отляво (или отдясно) два постоянни, а до изникването им – два млечни (в скоби);
- C – кучешки (dentes canini)
  - над дробната черта – в горната зъбна редица отляво (или отдясно) един постоянен, а до изникването му – един млечен (в скоби);
  - под дробната черта – в долната зъбна редица отляво (или отдясно) два постоянни, а до изникването му – един млечен (в скоби);
- P – предкътници (dentes premolares)
  - над дробната черта – в горната зъбна редица отляво (или отдясно) два постоянни, а до изникването им – два млечни (в скоби);
  - под дробната черта – в долната зъбна редица отляво (или отдясно) два постоянни, а до изникването им – два млечни (в скоби);
- M – кътници (dentes molares)
  - над дробната черта – в горната зъбна редица отляво (или отдясно) три постоянни;
  - под дробната черта – в долната зъбна редица отляво (или отдясно) три постоянни;
- = 32 (20) – общият брой на постоянните зъби е тридесет и два, а на временните – двадесет (в скоби).

Съкратеното записване на същата зъбната формула е:
Човек {\displaystyle {\frac {2(2).1(1).2(2).3}{2(2).1(1).2(2).3}}=32(20)}
Когато не изникват определен вид млечни зъби, не е задължително да се записва 0 на тяхното място. Но ако при някой вид не изниква определен тип постоянни зъби, на мястото му в зъбната формула задължително се изписва 0 или се оставя интервал.

### Зъбни формули при някои видове
Кон {\displaystyle {\frac {3(3).1(0).4(3).3}{3(3).1(0).3(3).3}}=42(24)}
Говедо {\displaystyle {\frac {0(0).0(0).3(3).3}{4(4).0(0).3(3).3}}=32(20)}
Овца {\displaystyle {\frac {0(0).0(0).3(3).3}{4(4).0(0).3(3).3}}=32(20)}
Свиня {\displaystyle {\frac {4(4).1(1).4(3).3}{4(4).1(4).4(3).3}}=44(32)}
Куче {\displaystyle {\frac {3(3).1(1).4(3).2}{3(3).1(1).4(3).3}}=42(28)}
Котка {\displaystyle {\frac {3(3).1(1).3(3).1}{3(3).1(1).2(2).1}}=30(26)}

## Строеж на зъба
На зъба ясно се различават три добре обособени части:
- клинична корона (на латински: calix dentis) – видимата част на зъба;
  - зъбна кутикула (на латински: cuspis dentis) – намира се върху короната
- зъбна шийка (на латински: collum dentis) – терминалната част на клиничната корона, завършваща на нивото на гингивалния (венечен) ръб – между короната и корена;
- корен/и (на латински: radix dentis) – могат да бъдат един или няколко; разполагат се в съответстващо легло (алвеола), в челюстните кости
  - апикален отвор (на латински: foramen apicis dentis) – през него навлизат кръвоносните съдове и нерви, които осъществяват трофичната и сетивна функция на зъба.

Зъбът е изграден от:
- зъбен емайл (на латински: enamelum) – най-външен слой;
- дентин (на латински: dentinum) – междинен (среден) слой;
- зъбна пулпа (на латински: pulpa) – вътрешна съединително-тъканна обвивка, „виталната“ част на зъба. В нея се намират:
- пулпна артерия (на латински: arteria pulpae)
- пулпна вена (на латински: vena pulpae)
- пулпен нерв (на латински: nervus pulpae)
- Околовръстно на корена се разполага зъбният цимент (cementum). Зъбът и прилежащите към него тъкани (периодонтално пространство, колагенови влакна и зъбна алвеола) формират неговия периодонциум.

## Зъби при човека

### Временни (млечни) зъби
| Залагане на зародишите при временните зъби при човека |               |                                                  |
| име на зъба                                           | номер на зъба | залагане на зъбния зародиш /ембрионална седмица/ |
| Резци                                                 | I             | 7 ембрионална седмица                            |
| Резци                                                 | II            | 7 ембрионална седмица                            |
| Кучешки                                               | III           | 8 ембрионална седмица                            |
| Кътници                                               | IV            | 7,5 ембрионална седмица                          |
| Кътници                                               | V             | 10 ембрионална седмица                           |

Изникване на временните зъби при човека:
| Горни временни зъби |               |                      |
| име на зъба         | номер на зъба | възраст на изникване |
| Резци               | I             | 8 – 13 месец         |
| Резци               | II            | 8 – 13 месец         |
| Кучешки             | III           | 16 – 23 месец        |
| Кътници             | IV            | 13 – 19 месец        |
| Кътници             | V             | 25 – 33 месец        |

| Долни временни зъби |               |                      |
| име на зъба         | номер на зъба | възраст на изникване |
| Резци               | I             | 6 – 10 месец         |
| Резци               | II            | 10 – 16 месец        |
| Кучешки             | III           | 16 – 23 месец        |
| Кътници             | IV            | 13 – 19 месец        |
| Кътници             | V             | 23 – 31 месец        |

### Постоянни зъби
| Залагане на зародишите на постоянните зъби при човека |               |                                                                                                 |
| име на зъба                                           | номер на зъба | образуване на зародиш /ембрионален месец/                                                       |
| Първи кътник                                          | 6             | 4 ембрионален месец                                                                             |
| Централен резец                                       | 1             | 5 ембрионален месец                                                                             |
| Страничен резец                                       | 2             | 5 ембрионален месец                                                                             |
| Първи предкътник (лъжеепирско зъбче)                  | 4             | Около раждането.                                                                                |
| Втори предкътник (епирско зъбче)                      | 5             | 8 месец                                                                                         |
| Кучешки                                               | 3             | 5,5 ембрионален месец                                                                           |
| Втори кътник                                          | 7             | 9 месец                                                                                         |
| Мъдреци                                               | 8             | Най-често към 16 – 18 години, като може да пробиват и години по-късно или изобщо да не пробият. |

Изникване на постоянните зъби при човека:
| Горни постоянни зъби                 |               |                      |
| име на зъба                          | номер на зъба | възраст на изникване |
| Първи кътник                         | 6             | 6 – 7 години         |
| Централен резец                      | 1             | 7 – 8 години         |
| Страничен резец                      | 2             | 8 – 9 години         |
| Първи предкътник (лъжеепирско зъбче) | 4             | 10 – 12 години       |
| Втори предкътник (епирско зъбче)     | 5             | 10 – 12 години       |
| Кучешки                              | 3             | 11 – 12 години       |
| Втори кътник                         | 7             | 12 – 13 години       |
| Мъдреци                              | 8             | 17 – 21 години       |

| Долни постоянни зъби                 |               |                      |
| име на зъба                          | номер на зъба | възраст на изникване |
| Първи кътник                         | 6             | 6 – 7 години         |
| Централен резец                      | 1             | 6 – 7 години         |
| Страничен резец                      | 2             | 9 – 10 години        |
| Първи предкътник (лъжеепирско зъбче) | 4             | 10 – 11 години       |
| Втори предкътник (епирско зъбче)     | 5             | 10 – 11 години       |
| Кучешки                              | 3             | 9 – 10 години        |
| Втори кътник                         | 7             | 11 – 13 години       |
| Мъдреци                              | 8             | 17 – 21 години       |

Посочените данни са средностатистически. Отклонения в пробива на зъбите от 6 до 8 месеца се считат за норма. Съществуват и полови различия. При мъжкия пол се наблюдава по-често забавен пробив.

## Хигиена на зъбите
Оралната среда е изключително богата на микроорганизми. Занемарената устна хигиена и нередовните консултации със специалист – лекар по дентална медицина, са най-честите причини за заболявания на твърдите зъбни тъкани и пародонта. Ежедневно, под действието на микроорганизмите в натрупаната зъбна плака, простите въглехидрати се разграждат до киселини, които причиняват деминерализация на твърдите зъбни тъкани и развитие на кариозен процес. Това задължава редовното почистване и отстраняване на плаковия биофилм по всички зъбни повърхности. Подходящи методи са употребата на твърда четка за зъби, флуорни зъбни пасти, конци за междузъбните пространства, води за изплакване на устата и провеждането на професионална орална хигиена поне 2 пъти годишно. Техниката за почистване на зъбите е от особено значение, както и броят на измиванията, използването на разтвори за изплакване, конци за зъби. Задължителна е подмяната на четката на всеки 3 месеца. 

### Фази на почистване на устната кухина
1. Четката трябва да се постави така, че заострените снопчета да са под ъгъл 45° и почистването трябва да започне от венеца към върха на зъба.
2. Миенето на върховете на задните зъби трябва да става с кръгови движения.
3. Вътрешните повърхности се почистват с движения нагоре-надолу.
4. Заострените снопчета на четката за зъби се използват за почистване на дъвкателните повърхности, като миенето става внимателно напред-назад.
5. Почистването на езика от основата към върха с помощта на приспособление помага да се отстранят бактериите и човек да се предпази от лош дъх.
6. Препоръчително е почистването на зъбите с конец веднъж дневно. Това става като конецът се плъзга внимателно нагоре-надолу в междузъбното пространство, за да се отстранят остатъците от храна и плака.
7. Слюнката премахва повечето патогени в устната кухина. Нощем при събуждане да се отдели слюнка и с езика да се разнесе по горни и долни зъби и венци чак до кътниците. При постоянство това ще излекува възпалени венци.

### Вредни храни и напитки за зъбите
Някои храни и напитки постепенно увреждат зъбите. Не се препоръчват междинни хранения, прекомерна консумация на въглехидрати и продукти с висока киселинност, дъвчащи храни, газирани и подсладени напитки. 
- Храни и напитки с висока киселинност: цитрусови плодове, лимонов сок, оцет, червена боровинка, домати, газирани напитки и др. Киселинността им може да причини непоправими щети на зъбния емайл и значително да увеличи чувствителността на зъбите. Може да се добавя по щипка захар към яденето, за да се намали вредната киселинност.

- Продукти, които съдържат голямо количество нишесте: хляб, паста, лазаня, картофи. Нишестето полепва по зъбите, благоприятства образуването на зъбна плака и се преобразува в захари, които причиняват кариес.

- Дъвчащите бонбони и сушени плодове съдържат захар, която полепва по зъбите. Тя образува кариеси и разваля емайла.

- Пуканките и чипсът съдържат въглехидрати, които в контакт със слюнката  образуват вредната за зъбите глюкоза, а тя създава риск от кариес. В пуканките има неизпукани зърна царевица, които могат да повредят пломбите и по-слабите зъби. Чипсът съдържа видове брашно, които могат да образуват зъбна плака.

- Дъвката има разрушително действие върху пломбите, коронките и мостовете на зъбите.

- Вино. Бялото вино намалява здравината на зъбния емайл. Червеното вино не се отразява на здравината на зъбите, но променя цвета им в неприятен сивкав нюанс.

- Боровинките не оказват влияние върху здравината на зъбите, но прекаляването с тях може да промени цвета им.

- Чаят трябва да е до 4 чаши на денонощие. Съдържа флуориди, които започват да вредят на зъбите при употреба на по-голямо количество. [2]